# Cinara westi
Cinara westi är en insektsart som beskrevs av Tissot och Pepper 1967. Cinara westi ingår i släktet Cinara och familjen långrörsbladlöss. Inga underarter finns listade i Catalogue of Life.